# 電視廣播有限公司
電視廣播有限公司（英語：Television Broadcasts Limited，缩写：TVB），通稱：無綫電視、無綫，前稱：香港電視集團、香港電視廣播（英語：Hong Kong Television Broadcasts Limited，縮寫：HK-TV、HK-TVB，簡稱：香港電視、港視），是香港的商營電視台，於1967年11月19日啟播。電視廣播有限公司是香港首家商營免費電視台和地面無線電視台，從1967年至1972年期間更曾是香港惟一一間免費電視台和地面無線電視台，所以香港人普遍慣性稱呼公司為「無綫」，亦因此造成了「慣性收視」，一直導致其收視率長期领先于其他香港電視台，加上公司規模亦遠大於香港其他電視台，故亦有「大台」之稱，曾經是華人地區較具影響力的電視台之一。現經營5條免費地面電視頻道，其中無綫電視翡翠台主要提供粵語節目，無綫電視明珠主要提供英語節目。總部設於將軍澳創新園電視廣播城。無綫電視以電視劇聞名，並製作香港小姐和國際中華小姐選美比賽。

## 歷史
電視廣播有限公司由一個傳統電視台轉型為集廣播電視、互聯網電視、社交媒體平台及電子商貿於一身，業務覆蓋亞洲、美洲、歐洲、大洋洲。其他業務發展包括加強與中國內地網絡視頻平台合作，及投資與荷里活電視及電影製作公司Imagine Entertainment成立聯營公司，開發和製作電視劇，在美國和國際市場發行。
電視廣播有限公司的總部位於香港將軍澳電視廣播城，是一個中文電視製作中心。無綫電視在香港本地、澳門、中國大陸和台灣均獲得當地政府批准廣播。

### 啟播及開台初期

#### 第一代總部廣播道開台後（1967年—1988年）
1965年，港英政府有意發出地面電視牌照，吸引六個財團參與競標，當時中選者是由希慎興業大股東利氏家族、余仁生家族成員余經緯、邵逸夫旗下邵氏兄弟（香港）有限公司等人、機利文洋行（現太平洋行）等合組的香港電視集團。
1967年，獲政府發出為期15年廣播牌照的無綫電視花費了2000多萬元建立總部、購買器材以及聘用員工。其董事局的成員組成包括利孝和（董事長）、祈德尊（副董事長）、邵逸夫（常務董事）和余經緯（副常務董事），其餘董事計有民樂有限公司董事長利榮森、香港上海滙豐銀行副總經理魏德利（F. J. Rnightiy）、太古船塢董事長甘銘/甘明士（Mount Stephen Cumming）及英軍上校史德靈（Archibald David Stirling）。
而為了加強宣傳，TVB在1967年啟播前兩個半月的9月4日起，在尖沙咀海運大廈大堂舉辦為期一個月的無線電視機展覽及試播活動。參展的電視機來自35個生產商，合其100多具，最平宜的是一部港產9吋黑白電視機，售價395元，最貴的是歐洲名廠的彩色電視機，售價4800多元。日本生產的則屬中等價格。當年政府文員二至十級的月薪，由415元至5000元，一般市民的月薪都在1000元以下。雖然那時收看無線電視節目不用收費，但擁有無線電視機，跟擁有有線電視機一樣，要每年向政府繳付36元牌照費。直到1972年4月1日，香港政府認為電視機不再是奢侈品，才取消這項徵費。
到了1967年11月19日（周日）啟播當天，中英文台在早上9時便開始現場直播澳門舉行的格蘭披治大賽車。當日下午4時，時任港督戴麟趾爵士乘坐香港空軍輔助隊的直升機飛抵位於廣播道的TVB新廈，親自以官方代表的身份主持TVB的啟播儀式。TVB首部電視劇《太平山下》亦在當日晚上10時播出，是每周半小時一集的處境喜劇，以都市中產家庭生活為題材。
啟播初期，中文台每天下午4時半開播，周一至五先是播映粵語長片，6時播《星報青年節目》，由許冠傑及蓮花樂隊主持；6時半是《體育節目》；7點半是新聞報導；8點播映另一套粵語長片；9點半是《歡樂今宵》，10時半播晚間新聞，11點是外國配音片集《愛登士家庭》。11點半便結束全日節目。周六、日的開播節目分別是配音西片及各類體育比賽。
雖然彩色電視機在1967年中旬已進軍香港市場，但由於早期彩色電視機十分昂貴，黑白電視機較為普及。而TVB啟播初期，因技術所限，本地製作的節目並未能做到彩色播放，所以很多人或許忘記了香港的TVB是全球第一家啟播時就有彩色播映的電視台，即是當時用戶只要擁有彩色電視機，便可收看那些本身是彩色製作的電視節目和電影。
TVB早期公佈的節目表，都會註明哪些節目是彩色製作。英文台晚上播放的節目九成以上都是彩色，啟播日首映的彩色節目，是下午6時半播出的美國和路迪士尼片集《彩色世界》。中文台方面，首個彩色節目是啟播晚8時播出的外國配音片集《鼠縱隊》（Rat Patrol)，隨後在8時半播出的國語長片《楊貴妃》（邵氏兄弟公司1962年出品，李麗華主演），是首套在香港電視上播放的彩色電影。啟播後翌日播出的綜藝節目《歡樂今宵》，到了1971年1月26日農曆大除夕開始，由黑白轉為彩色播映，成為TVB首個本地製作的彩色節目。
之後本地製作的彩色節目不斷增多，1975年底已經全面彩色製作，為觀眾帶來更精彩的電視觀感，1976年TVB開始進軍海外，在海外市場進行節目發行、視像租賃業務。
1976年，無綫電視還開拍第一套長篇連續劇《狂潮》，加上1980年香港政府取消進口節目的規定，無綫電視的本土製作大增，吸納了大量本土創作人材，建立起香港本土的電視文化。
八十年代初，三位首任董事局成員兼創辨人，包括：董事局主席利孝和、總經理余經緯以及董事局副主席祈德尊先後於1980年及1981年逝世，董事兼創辨人之一邵逸夫之後便收購股權成為單一大股東，邵逸夫遂將自己的事業主力轉到無綫電視，而利希慎家族亦漸漸淡出電視台業務主導工作，餘下利孝和之夫人利陸雁群則只出任董事局成員（利孝和家族成員至今在董事局仍佔一席位，現時由其子利憲彬接替出任非執行董事）。邵逸夫接手之後，他一方面減產電影，另一方面將清水灣影城的土地租給無綫電視作錄影廠。
無綫電視前製作及創作人甘國亮形容，1970至80年代是無綫電視製作比較「茁壯」的年代：電視台間的競爭激烈，佳藝電視開播和麗的電視的挖角行動導致無綫電視部份幕後製作人和藝人流失，又例如無綫電視劇集《輪流傳》曾被麗的電視劇集《大地恩情》追擊迫至腰斬，但最終無綫電視仍能夠保持優勢。當時無綫以創作為主導，因為盈利增長迅速，無綫電視給予製作人較大的創作空間，例如1976年無綫電視助理總經理周梁淑怡，本身亦都是節目監製出身。

### 九龍塘搬到去清水灣時期

#### 第二代總部遷入至清水灣（1988年—2003年9月21日）
1988年，無綫電視由九龍九龍塘廣播道（五台山）遷入新界清水灣，總部命名為清水灣無綫電視廣播城。而新聞及公共事務部則全面佔用原址大樓，直至1993年4月11日才遷入電視城內新建的「電視廣播大廈」。
1984年1月5日，「香港電視廣播有限公司」成為上市公司（當時「電視廣播有限公司」為其附屬公司）；1985年成為香港恆生指數成份股。當時無綫的業務漸趨多元化，開始經營電視之外的生意。但因為政府收緊政策，例如實施「電視台股份二級管制」，不允許免費電視台是其他後期成立非廣播公司的附屬機構，導致公司改組，「香港電視集團」一分為二：電視業務為主的電視廣播有限公司取代「香港電視」的上市地位，而其他非廣播業務就歸予「電視企業」。
1980年代中至1990年代，香港經濟急速發展，製作成本因而大幅上升。1991年，政府禁止電台和電視台播放香煙廣告，加上印刷和其他新興媒體湧現，一同爭奪廣告費開支，令無綫電視盈利受壓。
另一方面，觀眾口味和要求漸高，令電視開始失去「部分觀眾」。為了留住普羅大眾，電視製作走向通俗路線。八九十年代，本地娛樂越来越多，市民不再只依靠電視為主要娛樂，整體的收視人口逐漸減少，促使無綫電視進入制度化的年代，嚴格控制成本。節目製作過程的分工變得更細緻和具體，編導的主導性大降。1980年代無綫電視的監製、編導仍是固定組合；1990年轉用「流動制」，編導等人會被指派到不同攝制隊，令製作人的工作排期更緊密、工作量更多。
1988年，另一間電視台亞洲電視邀請周梁淑怡加入並提出多項改革，三年過後亞視已虧蝕逾3億港元，失敗告終；其後1990年代中期亞視再嘗試改革，例如引入資訊節目推出《今日睇真D》，這些舉措曾一度將無綫和亞視的收視拉成「七三」之比，但只是對無綫電視的收視帶來短暫的影響。

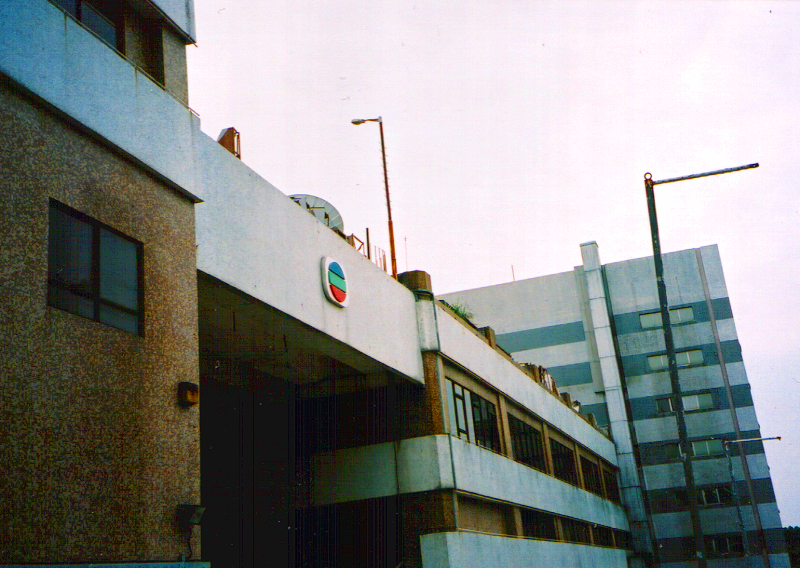
無綫電視大樓舊翼與電視廣播大廈

### 新電視城

#### 第三代總部遷入至將軍澳（2003年9月21日—至今）

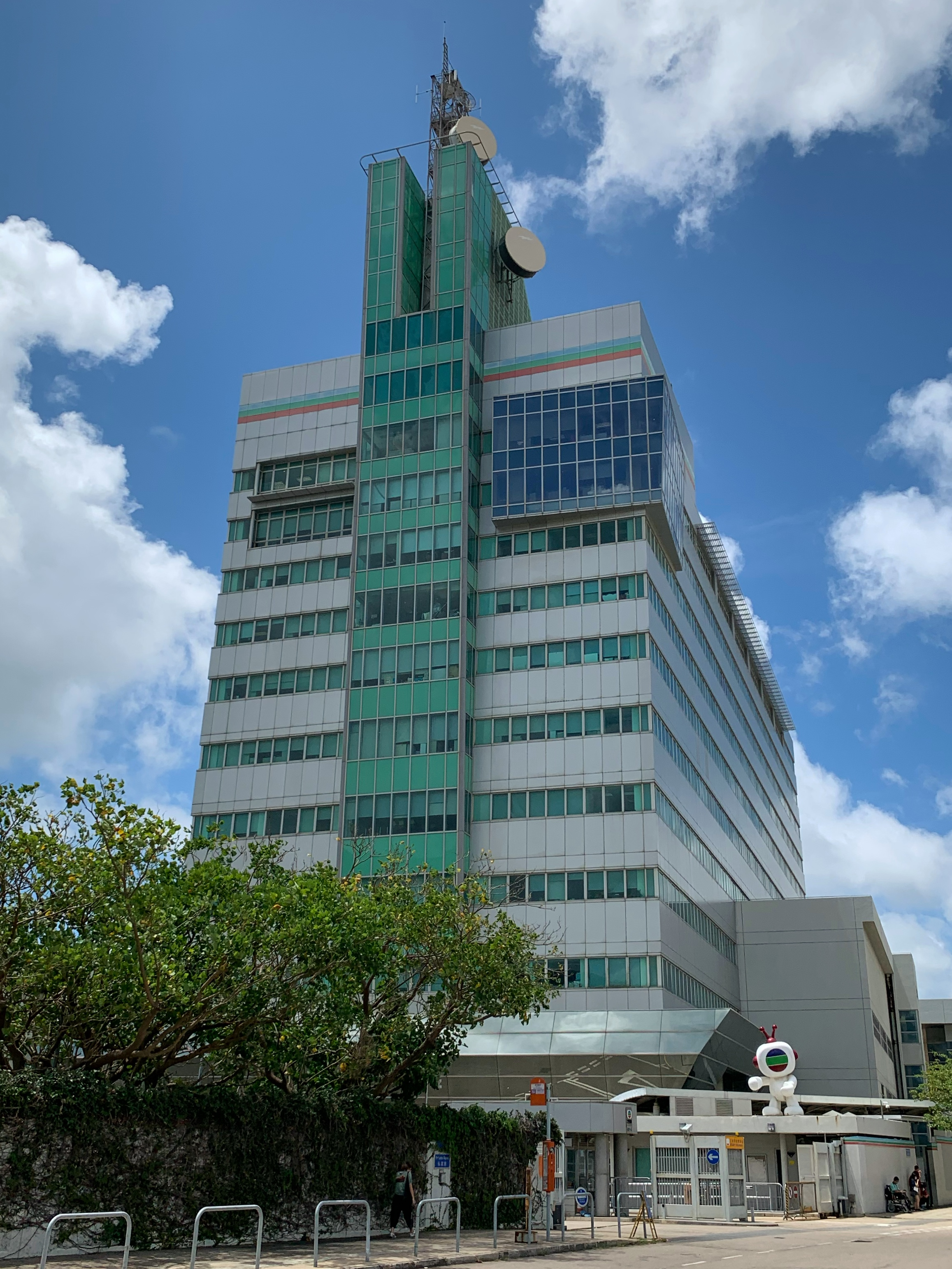
2003年陸續遷入將軍澳電視廣播城

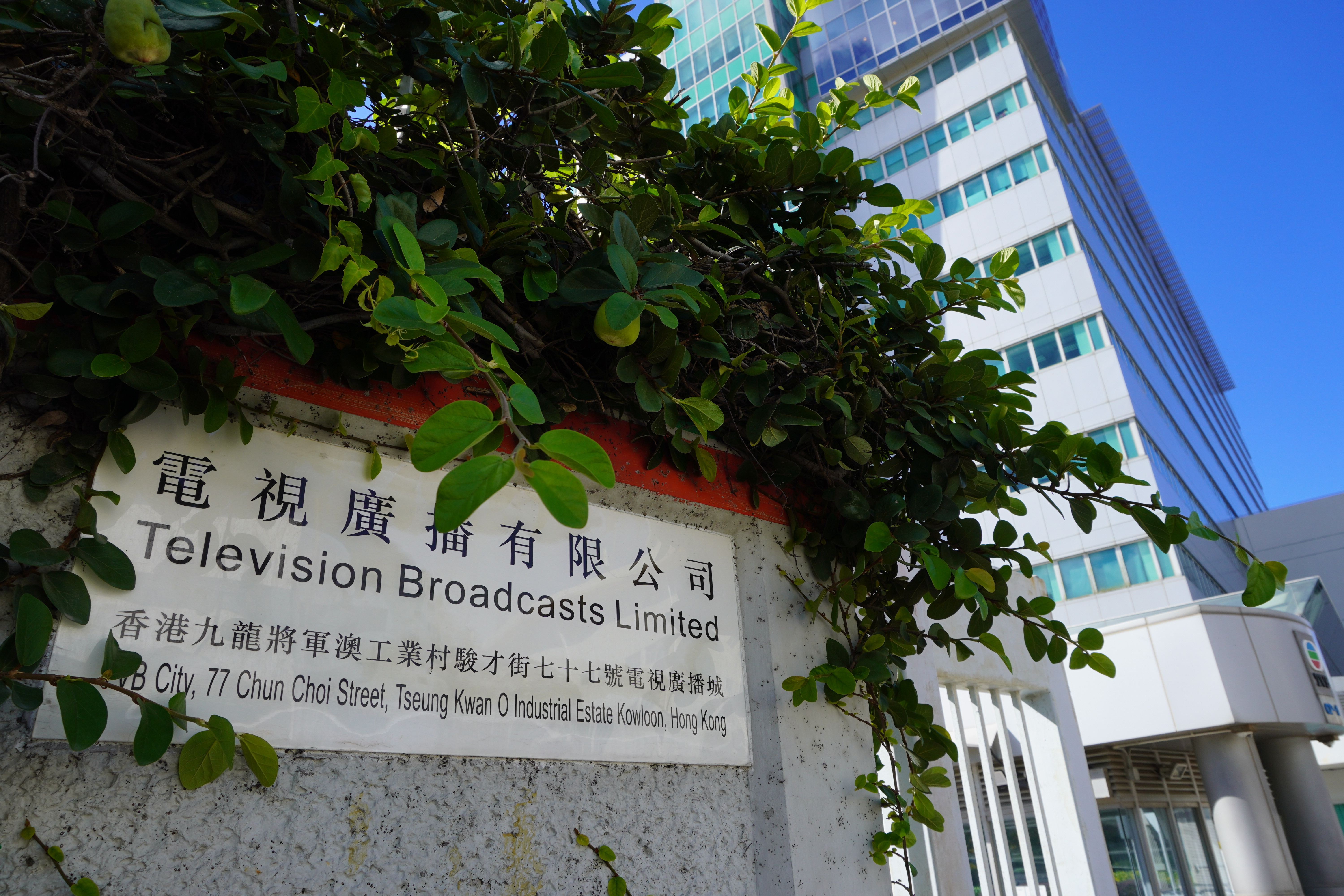
將軍澳無綫電視廣播城77號的駿才街位置

2000年，邵逸夫的太太方逸華升任無綫電視董事局副主席，無綫出現較大的轉變。2003年無綫電視總部再從新界清水灣遷入至將軍澳大赤沙將軍澳創新園內，總部命名為將軍澳無綫電視廣播城。其後不足半年，香港爆發沙士疫情，無綫電視宣佈裁員以控制成本，同樣的裁員潮在2009年金融海嘯期間亦有出現。2004年方逸華實施「開源節流」政策，無綫電視起用和擢升一批新的管理層如陳禎祥、陳志雲、樂易玲等，發展外地市場和拓展新業務（合辦演唱會、拓展外地合拍劇等）。期間無綫電視不少節目都有相當不錯的收視，例如《金枝慾孽》、《溏心風暴》、《溏心風暴之家好月圓》、《宮心計》和《大長今》等。另一方面，無綫電視開始製作一些具知識和思考性的節目，例如《向世界出發》、《細說名城》、《冰天動地》等。
2004年，與無綫電視開展收費電視業務，收費電視業務一直經營困難，2007年無綫電視決定減持收費電視的股權。而自2008年數碼電視啟播後，無綫電視以其新聞資源和營運收費電視時的節目，發展數條24小時播放頻道。無綫電視亦開始追求更國際化的格局，增加外地業務的比重，由1995年只佔整體兩成，增長至2006年接近一半。另一方面，邵逸夫提早申請計劃退休、甚至有意出售無綫電視。

### 股權變動

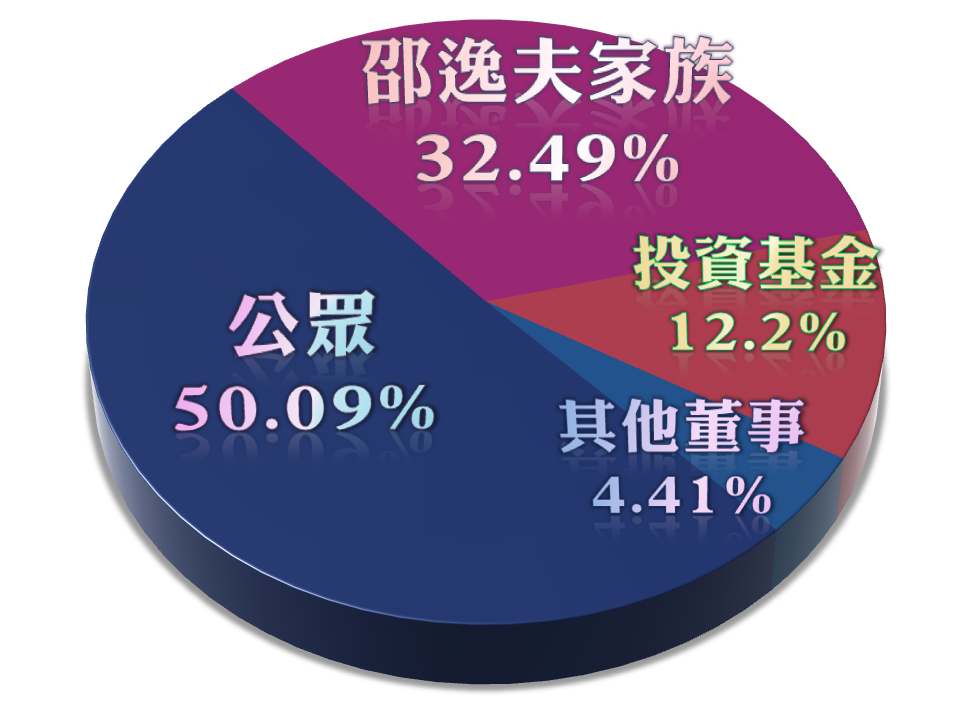
2001年前的持股型態

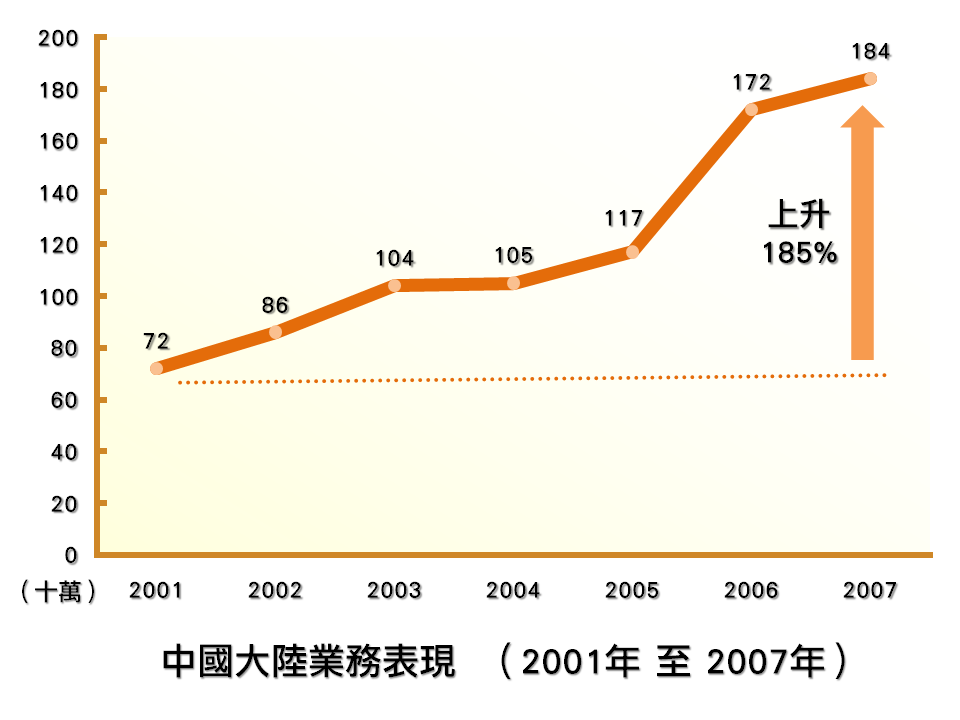
2001-2007大陸業務主力發展情況

2011年1月26日，電視廣播有限公司發生股權變動，由商人陳國強、商人王雪紅及Providence Equity Partners組成的Young Lion財團，購入邵逸夫家族所持之股權（1.14億股每股面值0.05元「股份」，佔集團已發行股本中大約26%權益），交易預計在3月完成。陳國強直接及間接持有不多於三成股權，現任管理層維持不變。4月17日，根據香港公司註冊署資料顯示，陳國強、王雪紅及其丈夫陳文琦出任非執行董事。
2011年11月30日，廣播事務管理局批准股權結構變動的申請。是次申請涉及無綫電視大約26％股份的表決控權人陳國強，重組旗下中介公司的架構。重組後一家新公司「邵氏兄弟有限公司」成立，董事為陳國強、邵逸夫姪孫邵在純、王雪紅丈夫陳文琦、Providence副總裁陳弦、香港宗教人士許榮光等，新公司並取代邵氏兄弟（香港）有限公司，成為無綫電視的直接股東，股權結構內亦加入新的表決控權人Innovative View Holdings Limited，但無綫電視股份的最終表決控權人及董事局成員仍維持不變。同年12月31日，邵逸夫爵士退任董事局主席、非執行董事及董事局轄下行政委員會成員職務。2012年1月1日，副行政主席梁乃鵬博士獲委任為董事局行政主席，邵逸夫爵士獲委任榮譽主席。
2012年10月，由於奇妙電視和香港電視娛樂獲政府批發新的免費電視牌照，以及受香港電視網絡的「挖角」影響，無綫電視行政主席梁乃鵬承諾劇集要有八成劇本才開拍，以及外景不能超時等穩定軍心的措施，希望「培育TVB大家庭的文化」。
2013-2016年期間，無綫電視成功競投多項國際體育賽事的獨家播映權。2013年5月，無綫電視宣佈獲國際足協授予2014巴西世界盃之收費電視、電台、網路及流動傳送的獨家廣播權。
2014年1月7日，榮譽主席邵逸夫爵士逝世。
2014年1月，國際奧林匹克委員會援予無綫電視俄羅斯索契舉行的2014年冬季奥林匹克運動會香港區電視及新媒體獨家轉播權。同年5月，無綫電視宣佈成為巴西舉行的2016年夏季奧林匹克運動會及於中國南京舉行的2014年夏季青年奧林匹克運動會之香港指定廣播機構；無綫電視取得所有跨媒體包括免費電視、收費電視、互聯網及流動平台的獨家轉播權。
2014年12月31日，梁乃鵬博士退任為董事局行政主席。2015年1月1日，大股東陳國強博士上任董事局主席。
2015年1月29日，無綫電視宣佈以46.95億新台幣（即約11.49億港元）出售台灣電視業務，將旗下主營台灣TVBS頻道、TVBS新聞台及TVBS歡樂台的聯意公司53%權益予利茂、德恩及連信，3間投資公司分別購買聯意17%、18%及18%股權，交易於同年5月6日完成後，集團於聯意的控股權益將減少至47%，而聯意集團不再為公司的附屬公司。
2015年4月，中共黨員，曾任中共上海市委副秘書長，有「中國梅鐸」之稱的黎瑞剛入股無綫電視，成為無綫大股東之一。但按《廣播條例》規定，黎瑞剛為廣告宣傳代理商董事，不能擔任電視牌照持牌人，除非獲得政府事先批准。2016年8月16日，香港行政長官會同行政會議（行會）批准電視廣播有限公司申請，准許黎瑞剛、陳國強、許濤和李寶安以《廣播條例》下「不符合持牌資格人士」的身份對TVB行使或繼續行使控制，換言之，黎瑞剛可以操控TVB。政府亦解釋，黎的代理商並沒有在香港市場營運，或在香港市場無甚影響力，因此予以批准。
2015年4月22日，通訊局批准陳國強牽頭的財團Young Lion將部份股份轉讓予黎瑞剛旗下的華人文化傳媒娛樂投資有限公司。股權變動後，陳國強仍然是持有26%具表決權股份的最終表決權控權人。
2016年1月4日，無綫電視宣佈再以43.43億新台幣（即約10.17億港元）出售TVBS所屬聯意集團餘下47%股權，交易於同年3月10日完成，自此無綫電視不再持有任何聯意集團股權。
2016年3月23日，無綫電視公佈2015年度全年業績，持續經營業務方面罕有錄得428萬港元的虧損。
2016年10月，黎瑞刚被電視廣播有限公司任命为董事局副主席兼非执行董事，其後出任香港邵氏兄弟董事局主席兼非执行董事。
2017年1月10日，無綫網絡電視知會政府及通訊事務管理局，決定交還本地收費電視節目服務牌照，理由是近年網上盜版猖獗、OTT服務日益增加、以及香港經濟下滑等因素，又稱無綫網絡電視自2004年2月推出以來營運累積虧蝕超過22億港元。
2017年4月，由於無綫網絡電視已交還香港收費電視牌照，now寬頻電視已不再接受用戶申請無綫網絡電視組合。根據無綫與電訊盈科協議，無綫網絡電視將繼續通過now寬頻電視傳送頻道，待現有用戶的合約全部結束後，所有無綫網絡電視頻道將會於now寬頻電視終止播放。事實上所有無綫收費頻道早在一年前已在myTV Super（從myTV和GOTV擴展）播放。
2017年4月25日，行政長官會同行政會議（行會）批准，由2017年6月1日起終止無綫網絡電視的本地收費電視節目服務（收費電視）牌照，意味着無綫網絡電視將於當日起正式停止服務，其後大部分收費頻道將會轉給myTV SUPER接手（不包括成人頻道）。
2017年6月，推出「第三平台」智慧手機應用程式Big Big Channel，以藝人做直播做主打，由於無綫在多個節目違規間接宣傳，被通訊事務管理局裁定節目硬銷，判罰款30萬元及嚴重警告。

### 裁員潮及業務萎縮
2018年6月29日，《南華早報》引述知情人士報道，TVBI以及Broadcast Operation Department一連兩日裁員100人。同年7月，宣告解散體育組30人，只剩下5人。歷史悠久的節目《體育世界》於7月7日播放最後一集。myTV SUPER體育台到8月15日結束。「香港動畫資訊網」臉書專頁指現時約有70多人的配音組已經裁減了4人，亦會大規模裁員。網民為此表示憤怒。無綫總經理鄭善強指是不獲續約，否認裁員。
同年8月，電視廣播在中期業績宣佈《TVB周刊》印刷版將停刊，轉為網上版。服務海外的TVB8和TVB星河網站到9月停止服務。myTV Super的TVB體育台、直播新聞台同TVB旅遊台起停播。有消息指TVB將裁員800人。同年10月5日，無綫電視宣布裁減TVB周刊、製作統籌部、美術分部及非戲劇製作約共150名員工，即日生效。被裁人員最少包括一位監製及兩位《都市閒情》導演。
2019年12月，《星島日報》報道TVB現任董事局主席陳國強即將退股並擬辭任並離開電視廣播有限公司。
12月16日，行政總裁李寶安發出內部通知，指將會裁減約350名員工，佔公司總員工約10%。12月20日，有逾50名幕後工作人員被解僱，當中大部份來自由余詠珊管轄的綜藝科和資訊文教科部門。
2020年1月20日，陳國強辭任電視廣播董事局主席及非執行董事職務，並將沽售所有電視廣播股份。其股份將由工程師徐敬接收。
2020年2月15日，電視廣播發盈警，估計其2019年度在未扣除任何減值支出或虧損前之溢利淨額將會微薄，預料股東應佔虧損將超過一八年度呈報之虧損淨額1.99億元。TVB在公告中提及星美控股債券，TVB認為透過針對星美之清盤呈請可收回餘下星美債券帳面值3.3億元之可能性不大。
3月4日通訊事務管理局宣布，撤銷要求本地免費電視必須播放香港電台電視節目的指示。通訊局指，於1月收到無綫電視提出免除播放港台節目要求，考慮意見後，認為沒有充分理據繼續要求商營廣播機構播放港台節目。
4月29日，許濤獲委任為電視廣播有限公司第五任董事局主席。
5月27日，電視廣播舉行股東周年大會，董事局副主席李寶安直言，投資於星美控股是錯誤的選擇，公司亦同時申請星美清盤獲法庭受理，清盤程序正在進行中，可以說這筆債務已完全處理。他又謂，未來如有剩餘資金要作投資，將會委託專業的公司代為執行。
2021年1月21日，無綫董事局主席許濤宣布再次邀請曾志偉回巢，擔任TVB的副總經理兼行政委員會特別顧問，全面負責綜藝及資訊娛樂節目板塊。此外，曾志偉亦負責為TVB培育電視台前幕後的接班人，為年青人創造更多的就業機會，也為TVB的節目內容注入更多年輕的元素。

### 民間抵制潮
由於中國共產黨員、曾任中共上海市委副秘書長，有「中國梅鐸」之稱的黎瑞剛成為無綫的大股東及進入董事局，並聘請親建制人士至新聞部，其新聞報道的政治立場長期親共，民間批評聲音愈來愈大，收視開始走下坡。
2019年「反修例」運動期間，無綫被指屢屢隱瞞不報政府醜聞，高層多番要求新聞部刪走對警方不利的片段，報道內容多次被指失實和誤導，引起市民強烈不滿，並組織及發起「抵制TVB運動 （页面存档备份，存于）」，短時間內收集了逾十萬人聯署支持抵制TVB，更有部分人士恐嚇及騷擾於TVB投放廣告的商戶，要求他們不要於TVB投放廣告，否則不會停止攻擊行為。其後廣告商陸續撤回TVB廣告，部分餐廳及商戶陸續停止播放TVB，轉台至港台電視、HOY TV或ViuTV。但隨著香港警方拘捕涉非法恐嚇及騷擾等示威者、以及社會運動風潮減退，不少廣告商於2021年起陸續重返TVB投放廣告。
由2020年開始，電視廣播會就個別人士誹謗其公司或旗下藝人，追究法律責任。2022年8月，民協前深水埗區區議員何啟明就其誹謗案向TVB發佈道歉聲明。

### 每況愈下
2021年1月，曾志偉重返無綫並擔任副總經理兼行政委員會特別顧問，並在9月27日獲委任為總經理（節目內容營運），在曾志偉管理期間，推出一系列改革節目，可是改革出來的節目都是將十幾二十年前的老舊節目舊瓶裝新酒便重新推出，觀眾批評稱只不過是「炒冷飯」，曾志偉上任一年無綫的股價已下挫五成，公司市值更較高位蒸發95%，只剩下20.1億元。

## 公司業務
香港是無綫電視業務的重心，佔集團總收益的62%（逾26億港元，2007年）。而香港的主要收入則來自免費電視頻道的廣告費，佔有一定的市場份額。無綫電視的管理層已表明，香港電視市場漸趨飽和，正積極開拓新市場，以彌補不足。
除了免費電視外，無綫亦一度經營不少非廣播相關的業務，但曾經因為香港政府的政策轉變，導致公司分拆，電視與其他業務分道揚鑣，詳見與非廣播業務的分合。現時，無綫電視亦有經營其他傳媒相關業務，例如收費電視、出版、互聯網，甚至衛星地面站業務。

### 電視廣播

#### 模擬電視廣播
1965年，香港政府在英國宣佈，香港電視集團（即無綫電視）取得免費地面電視播放牌照。1967年9月1日，無綫電視在海運大廈進行為期一個月的試播。1967年11月19日，無綫電視正式啟播；次日首播的節目《歡樂今宵》，日後更曾經成為全球最長壽電視綜藝節目。1972年，所有無綫電視節目都改以全彩色製作及播放。1991年7月，無綫電視首次引入麗音廣播系統，提供立體聲及多語音免費廣播。
至今無綫電視有5個免費電視頻道——翡翠台（81）、TVB Plus（82）、無線新聞台（83）、明珠台（84）及鳳凰衛視香港台（85）。每年播放約16,000小時的電視節目，包括新聞、電視劇、綜藝節目等。根據廣播事務管理局的2007年報告，超過八成的香港人慣常收看翡翠台。
2013年，翡翠台於平日黃金時段（星期一至五晚上七時至十一時）的平均收視為23點，而明珠台則連續第九年囊括本港英文地面電視頻道百大高收視英文節目。
2020年11月30日晚上23時59分59秒，正式終止模擬電視廣播，翌日12月1日0時，正式進入全面數碼電視廣播。

#### 數碼電視廣播

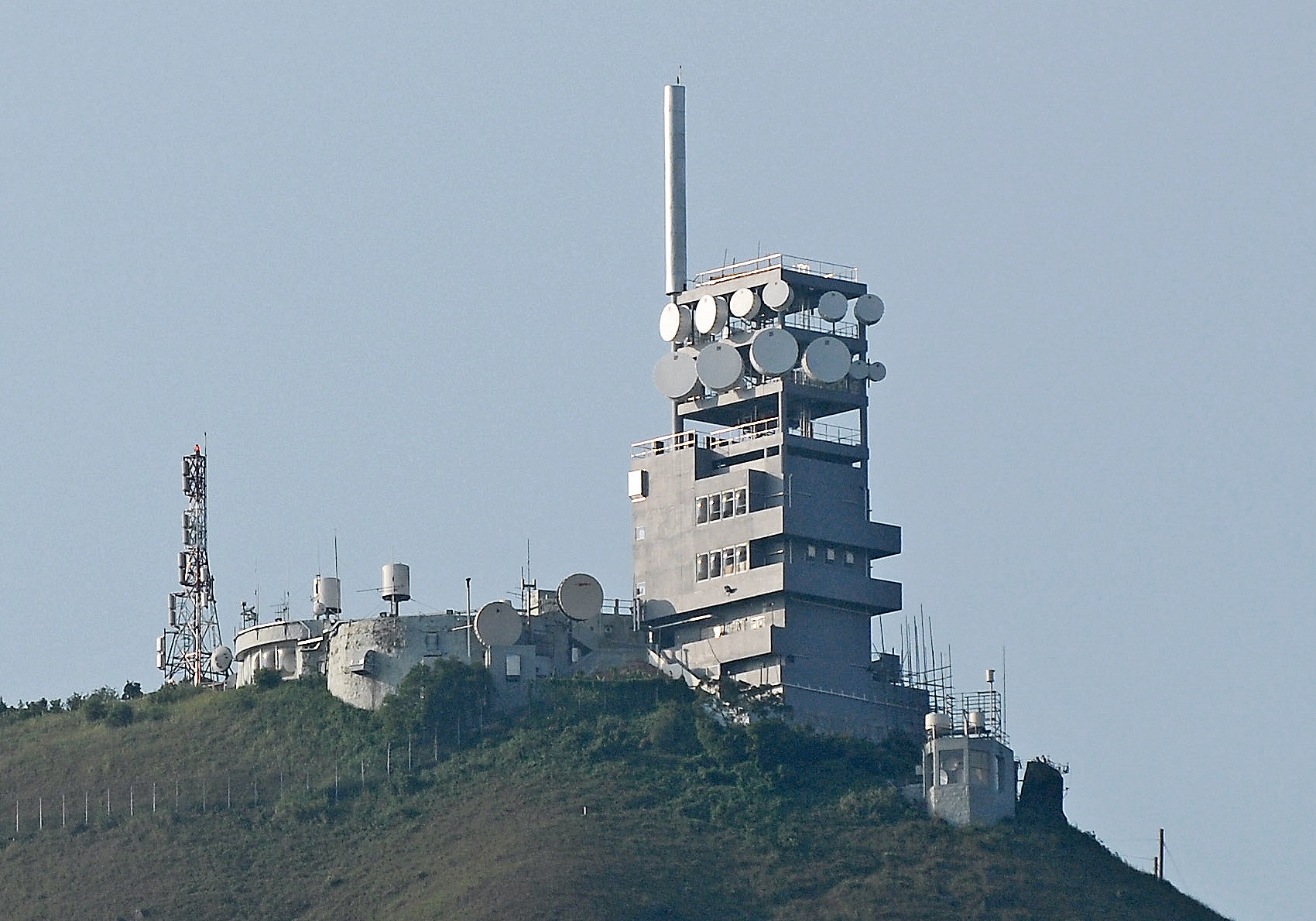
慈雲山的數碼電視發射塔

以往TVB提供的兩條免費頻道皆為模擬電視制式（PAL），相比之下數碼電視有著更高的畫面質素，更多的電視頻道，並能提供互動資訊。早於1999年，TVB已經開始測試數碼地面廣播。然而無綫電視與亞洲電視一直等待中國大陸公佈自己的電視制式，故拖延至2004年才有明確的時間表，大陸的DMB-T/H制式亦趕及於2006年出台，兩台遂決定採用大陸制式，並展開一連串測試和建設工程，在2007年12月31日開始數碼廣播。
2008年，香港的5條數碼頻譜中，無綫將與亞視共用1條多頻網頻道作數碼廣播之用。此外，無綫獲多配1條的數碼頻道，以提供新電視頻道，包括J2、互新聞台及高清翡翠台。
廣播硬件方面，無綫電視斥資約3億興建20至30個數碼廣播發射站，其中6個主要發射塔由兩台分工興建，互相租用，而最重要的慈雲山發射站則由無綫電視負責。而無綫電視會在06至09年間，額外投入4億港元提升製作設施。
無綫電視現設有9間高清錄影廠，更建立了一個以伺服器為基礎的高清後期製作網絡，亦備有高清直播車及多套高清外景設備。在2008年經已有超過一半的自製節目為高清製作。連同早前斥資興建電視廣播城和添置數碼設備的費用，無綫電視整個數碼化計劃約30億港元。2012年，無綫電視大幅改善數碼信號的編碼效率，並於6月30日將互新聞台改以高清廣播，同年10月28日將數碼明珠台改以高清廣播，2013年1月21日將J2改以高清廣播。隨著數碼翡翠台於2013年3月18日改以高清廣播，換言之無綫電視旗下所有免費數碼電視頻道均全數以高清格式廣播。
除了電視節目之外，無綫電視亦提供互動資訊服務。2008年8月，無綫推出以中間件MHEG-5碼編寫的程式，具有中間件功能的機頂盒或綜合數位電視機，就可使用無綫的互動資訊服務，初期包括天氣查詢及文字新聞等。在2009年6月尾開始為部份飲食節目提供i互動資訊，讓觀眾在看有關節目時可即時得知節目中介紹的餐廳和食譜。無綫現正與香港應用科技研究院發展互動功能，未來會推出即時投票等功能。無綫電視會發出「TVB Interactive」標籤予載有中間件的機頂盒，以顯示它們能支援無綫的互動服務。
2013年，數碼地面電視在全港所有家庭（包括機頂盒、綜合數碼電視及連接個人電腦的接收器）的滲透率達80.2%。高清翡翠台在非同步播放時段的收視較2012年相同時段上升18%，而平日黃金時段與翡翠台同步播放的收視，亦由2012年佔總體翡翠台收視的32%增長至38%。J2台平日黃金時段（周一至周日晚上七時至凌晨十二時）的收視較2012年相同時段增長30%。互動新聞台是香港最多人收看的24小時新聞頻道。
2016年2月22日，無綫電視重新調整數碼頻道安排，數碼明珠台從多頻網改調至單頻網廣播，翡翠台及高清翡翠台會完全分途廣播，高清翡翠台同時改名為J5，成為一條財富及知識並重的全新頻道。另外，翡翠台可使用的頻寬約可達10.5Mbps，成為無綫電視各數碼頻道中頻寬最高的一條頻道，畫面質素會提升至更佳高清。而J2、互動新聞台、明珠台與J5會共用一條單頻網廣播，頻寬大約21.5Mbps，並採用統計復用技術（statistical multiplexing），以優化頻寛使用效率及確保播出達至最佳畫質及防止畫質劣化。
2017年8月15日，互新聞台改名為無綫新聞台，而J5改名為無綫財經台，以確立新聞部旗下兩頻道品牌和定位。
2018年1月20日起，無綫財經台改名為無綫財經·資訊台。
2021年4月1日起，根據通訊事務管理局作出的安排，翡翠台與香港電視娛樂旗下的99台ViuTV及96台ViuTVsix採用亞洲電視停播後騰出的單頻網數碼頻譜與原有的多頻網數碼頻譜進行同步廣播，並於2021年11月30日深夜11時59分起終止原有的多頻網廣播。
2022年9月5日起，無綫財經·資訊台改名為無綫財經 體育 資訊台。
在連年虧蝕的背景下，無綫電視於2023年11月27日香港股票市場收市後，發公告宣佈已向通訊事務管理局遞交申請進行頻道重組，當中無綫財經 體育 資訊台將會和「J2」合併成為全新頻道「TVB+」。有關重組於2024年4月15日獲得通訊事務管理局批准，並將於同月22日起生效，意味J2與無綫財經 體育 資訊台將會分別結束15年和6年半的廣播歷史，原有85頻道屆時將會轉播鳳凰衛視香港台。

### 免費頻道
| 頻道編號及名稱    | 語言             | 廣播格式  | 啟播時間                                                                                             | 頻道前身                                                  | 頻道內容 |
| 81 翡翠台         | 粵語             | HD: 1080i | 模擬：1967年11月19日 數模同播：2007年12月31日 高標清數模同播：2013年3月18日 高清播出：2020年12月1日  |                                                           | 粵語綜合頻道，主要播映自家製作劇集、綜藝娛樂、文教、動畫、兒童、青年、婦女、長者、文化藝術、資訊、財經、體育、新聞、電影及牌照規定節目。 |
| 82 TVB Plus       | 粵語             | HD: 1080i | 啟播：2008年6月30日 高清播出：2013年1月21日                                                          | J2                                                        | 綜合娛樂頻道，主要播映外購劇集、外購綜藝娛樂資訊節目、自家製作綜藝娛樂資訊節目、財經資訊頻道，於非交易時段播放多個專題節目，內容涵蓋住房、升學、醫療、職場及最新科技訊息；亦播映中外高水平節目、紀錄片、體育賽事、香港賽馬會自家製作賽馬節目及六合彩節目。 |
| 83 無綫新聞台     | 粵語             | HD: 1080i | 啟播：2009年1月1日 高清播出：2012年6月30日                                                           | 互動資訊台 互新聞台                                         | 24小時免費新聞頻道，無間斷為觀眾提供最新最快的本港及國際新聞，另有綜藝娛樂部製作的輕資訊節目。 |
| 84 明珠台         | 英語             | HD: 1080i | 模擬：1967年11月19日 數模同播：2007年12月31日 高標清數模同播：2012年10月28日 高清播出：2020年12月1日 |                                                           | 英語綜合頻道，主要播映歐美外購劇集、外購綜藝娛樂資訊節目、外購電影、外購紀錄片、新聞及牌照規定節目，另有普通話新聞、財經、天氣及交易時段節目。 |
| 85 鳳凰衛視香港台 | 粵語、華語、英語 | HD: 1080i | 2007年12月31日                                                                                       | 翡翠台 J5 無綫財經台 無綫財經·資訊台 無綫財經 體育 資訊台 | 轉播鳳凰衛視節目 外購頻道（香港鳳凰衛視） |

### 藝員培訓及管理
1971年，與邵氏兄弟合辦第一期藝員訓練班，自行培訓藝人。過往無綫藝人皆以「部頭合約」聘用，即以「節目時數」（俗稱「騷（Show）」，以半小時為之一「騷」）計算薪酬，無綫亦不會為藝員規劃電視台以外的工作。至1980年代末，無綫推出「包薪藝員」，即由無綫任經理人統籌藝員的所有工作，除節目酬金外，並提供固定月薪。除香港外，無線亦曾在1992至1996年間，在廣州華南理工大學開設「內地藝員訓練班」，培養來自中國大陸的藝員和電視製作人員。2022年藝員訓練班學員，更由本地、中國內地，擴展到馬來西亞。
無綫在2003年全新設立「代理人合約」，雖然代理人合約沒有包薪，但無綫也會為代理人合約藝員爭取其他在外的演出機會。自無綫改革藝員制度以來，經理人合約藝員不再只是埋頭拍攝自家製劇集，更會極積爭取其他演出機會，加上無綫要求經理人之間互相競爭，使2006年度藝員發展科的業務創新高，藝員的收入也大幅上升。
2007年，無綫電視與正東唱片公司宣佈，首創以「共同經營」模式管理藝人鄧健泓，雙方皆可為藝人安排工作，陳志雲表示這次合作是試驗性質，希望讓旗下藝員更多發揮機會。
根據2014年資料顯示，現時無綫電視旗下有近170名經理人合約藝員，加上幾百名部頭合約藝員、歌星和配音藝員，旗下藝員共逾800人。

### 其他業務

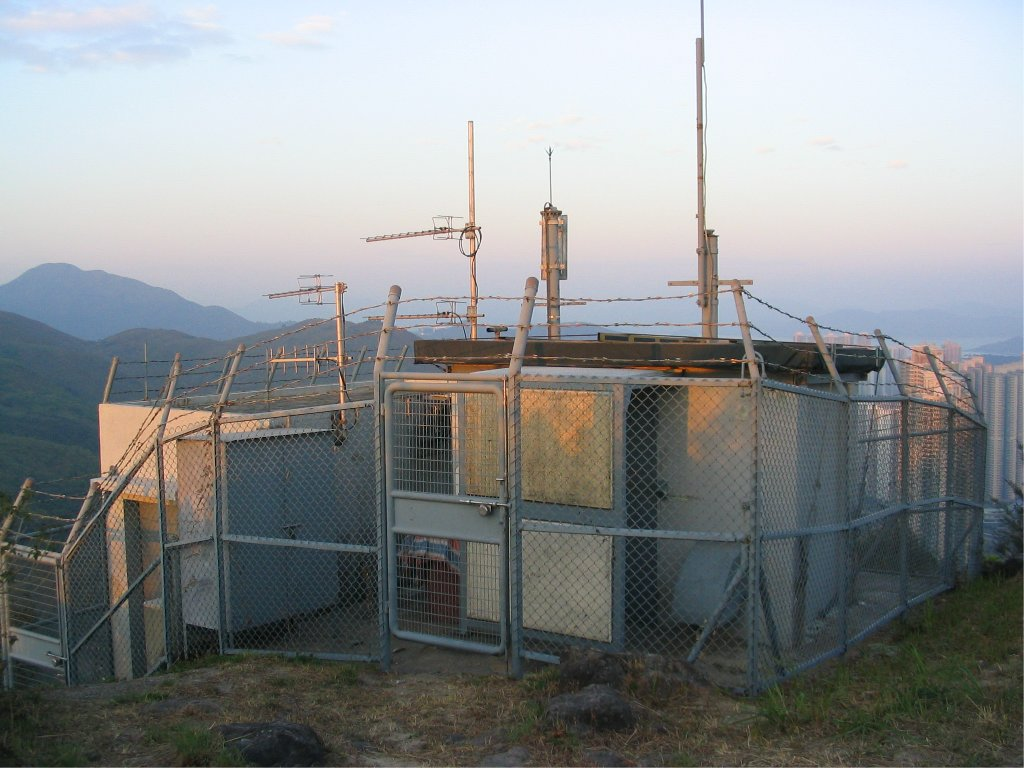
照鏡環山電視轉播站

無綫電視一度經營不少非廣播相關的業務，但曾經因為香港政府政策轉變，導致公司分拆，電視與其他業務分道揚鑣，詳見與非廣播業務的分合。現時，無綫電視亦有經營其他傳媒相關的業務，多數屬於電視業務的衍生產品和服務。

#### 與非廣播業務的分合
1988年，香港政府在《電視條例》規定，禁止電視台及旗下公司經營非廣播相關業務。當時無綫電視正經營書籍及雜誌出版（博益出版社、《Cosmopolitan》中文版、《香港電視》、《奪標》及《車主》）、唱片公司（華星唱片，其後停止音樂製作業務，輾轉於2008年被東亞唱片收購後全面復業）、旅行社（見聞會社及精華遊，現已結業）等，亦持有清水灣電視城部分用地。為遵守此政策，無綫電視分拆成「電視廣播有限公司」和「香港電視集團」，將非廣播業務撥入香港電視集團。其後香港電視集團易名為電視企業國際有限公司（TVE International Limited，英文簡稱TVEI）。
1992年，廣管局承認，此政策有違自由貿易原則（吳昊p. 132 ）。1993年，立法局通過修訂《電視條例》，取消有關規定。1996年2月，電視企業發生收購戰，邵氏最終售出電視企業股權套利，電視企業正式與TVB分道揚鑣。現時電視企業的大部分出版業務已經併入南華早報集團，而香港電視服務站（其後改稱「地利店」）售予7-11便利店。
其後無綫電視在1997年5月透過「電視廣播出版控股有限公司」，發行《TVB周刊》為無綫電視的新官方刊物。而《香港電視》則於1997年8月27日發行第1556期後停刊。2000年重新訂下的《廣播條例》，44條中列明《電視條例》已予廢除，也再沒有加設其他非廣播業務的規定。
雖然《電視條例》禁止電視台經營非廣播業務之規定已於2000年正式廢除，但其餘波卻延續至2015年。2012年12月4日，曾出任亞洲電視行政總裁，其後積極申請免費電視牌照的王維基，宣佈旗下的城市電訊易名為「香港電視網絡有限公司」，其簡稱「香港電視」剛好與無綫前官方刊物名字相同。2013年10月15日，香港電視之免費電視牌照申請被拒，引發連串示威；此時，有傳媒發現，無綫電視於同年（2013年）5月向知識產權署申請，以無綫台徽配上「香港電視」及「HKTV」為註冊商標並獲批。香港浸會大學新聞系助理教授杜耀明指無綫此舉行為霸道，「無量度，連失敗者都不放過」。然而，無綫電視總經理李寶安卻反駁，指「無綫只是想保有周刊的名字，因為都有30年歷史，並無對着幹意思！其實HKTV加其台徽的註冊根本和我們無綫的『香港電視』加三色台徽商標沒有混淆。」並指王維基就無綫此等商標註冊提出反對，只是「芝麻綠豆」的事。其後，王藉收購UTV轉戰流動電視，卻再度受阻；王遂將轉戰流動電視受阻及商標爭奪兩事同時興訟。2015年9月30日，法院宣佈香港電視網絡之流動電視牌照司法覆核敗訴；同日，通訊局亦指香港電視網絡就無綫電視之「香港電視」商標搶註投訴欠缺理據，不予受理。無綫指自己於1967年起在港出版周刊《香港電視》，「香港電視」、「Hong Kong Television」及「HKTV」是不同年代香港市民熟悉的三個無綫電視品牌，因此，無綫表示較香港電視網絡更早使用「香港電視」商標。

#### 平面出版业务
TVB的出版业务由其控股公司電視廣播出版有限公司（TVBP）经营。
1996年，隨著姊妹公司「電視企業」賣盤易手，無綫電視就成立電視廣播出版有限公司（TVBP）出版官方自己的刊物《TVB周刊》和相關書籍，例如電視節目《吾湯吾水》的食譜，無綫電視亦會授權其他出版社推出書籍，例如電視劇小說等。
亦有出版《奪標》、《車主》等其他雜誌，以及擔任博益出版社之發行商。
1990年代，香港政府限制企業經營跨媒體業務。1997年5月中旬，無綫電視將香港電視出版出售予南華早報集團，無綫電視自行出版《TVB週刊》取代《香港電視》；《香港電視》銷量大幅下跌，不久停刊；香港電視出版不久亦停業。

#### 互聯網及电讯互动业务
TVB的网络业务由全资附属子公司電視廣播互聯網有限公司（TVB.COM）经营。
在1996年8月，當時有觀眾在節目K-100中的「K-100自由講」環節內，建議無綫電視開設官方網站，其後該位觀眾更成為該集最佳意見獎得主，及後在1997年6月，無綫電視就設立網頁TVB.COM （页面存档备份，存于），提供官方資訊。到1999年10月，廣管局就批准成立電視廣播互聯網有限公司，自此無綫電視正式涉足互聯網業務，TVB.com亦演變成為門戶網站，當時香港的科網熱潮方興未艾。
及至2000年，香港股市正處於高峰，無綫電視更計劃將TVB.com、銀河衛視、邵氏片庫合併成為「TVB Multimedia」分拆上市，不過科網經濟泡沫隨即爆破，最終未能成事，TVB.com甚至裁員36%，縮減經營規模。TVB.com遂轉而拓展發行業務，例如為香港的3G流動電話服務商提供內容或互動服務，亦為串流媒體服務now.com.hk提供電視節目。
在2007年10月31日，TVB.com聘任前雅虎亞洲區（環球銷售）資深總裁黃雅芬為營運總裁，重整無綫電視的互聯網業務，2008年4月開始將網站改版，並加深發展各種形式的互聯網服務，包括討論區、藝人網綕、以及在2008年11月成立的myTV。該項互聯網電視服務免費提供無綫自製綜藝節目的足本重溫，其後在2009年初加入黃金時間電視劇集，2009年中更加入從多個國家外購的劇集、動畫等。
2017年下半年，TVB.com改變了沿用多年的節目資訊提供安排，包括自9月播出《使徒行者2》開始，不再為各套劇集提供詳盡版本的劇情內容，只提供一段過的簡要版本（即是以往發佈予各傳媒刊登的版本），同時不再提供主要角色的背景介紹；以及自約10月底開始，只保留處境劇（《愛·回家之開心速遞》）及翡翠台綜藝節目最近一星期的節目內容（與myTV SUPER免費重溫時限一致）。無綫電視並未有解釋在官方網站減少提供節目資訊的原因。約11月底開始，翡翠台綜藝節目恢復提供已播放各集節目內容，《愛·回家之開心速遞》則恢復提供第170集及之後的內容。

#### 外判製作
過往奉行「製播合一」的無綫電視，首次將節目創作交由獨立製作人負責，前香港電台編導單慧珠在2002年為無綫電視製作了紀錄片《情常在》，引了文化界的迴嚮，亦得到一定的讚譽。但這次的成功，並未為無綫帶來太多這類外判節目，亦不見有外判機制。其後至2006年，才間中出現外判製作，如《老馮日記》，2007年亦有從商台廣播劇改編而來的《森之愛情》、《蘇GOOD》等。
2021年1月25日，TVB New Wings Limited工作室正式開始拍《陀槍師姐2021》首部外判劇。

#### 音樂
TVB的音乐业务由全资附属子公司正視音樂有限公司（TVB Music Limited）以及星夢娛樂集團有限公司（TVB Music Group）以及愛爆音樂(All About Music)經營。
現時音樂部行政總裁由星夢娛樂集團有限公司的张仲恒擔任。而擔任音樂總監為韋景雲，負責無綫電視所有音樂上事務。2005年，無綫成立正視音樂有限公司（TVB Music），主要從事代理旗下節目歌曲及舉辦演唱會。無綫製作資源部總監樂易玲，就指TVB Music並非唱片公司，主要依靠其他唱片公司合作發行。而TVB Music與環球唱片推出首張《男人魅》專輯銷量，便超逾雙白金（超過十萬張）。
2005年12月，TVB Music第一次舉辦演唱會，與建星娛樂、恆藝亞洲合作主辦《金曲情牽半世紀》演唱會，邀請歌星演唱顧嘉煇和黃霑創作的歌曲。其後繼續與其他機構協辦多個音樂表演，包括《聽側田唱音樂會》、《我們的世紀金曲演唱會》、《往事只能回味劉家昌音樂會》、《峯·情無限Let's Get Wet演唱會》、《Come 2 Me Beauty Live on Stage林峯演唱會》、《Light Up My LIVE林峯演唱會》等。此外，TVB Music亦經常贊助海外歌手演唱會，主要以旗下明珠台和翡翠台節目《東張西望》協助宣傳。
2007年，TVB Music扶助各個藝員加入不同唱片公司，進軍樂壇發展全方位娛樂。第一位銳意發展及最成功的藝員為林峯，其後2008年更加入了胡杏兒、鍾嘉欣等女歌手。2009年加入樂壇為徐子珊、樂瞳。
2009年、2010年及2011年，無綫電視及英皇娛樂決定為林峯在紅磡香港體育館（紅館）分別舉行《峯·情無限Let's Get Wet演唱會》、《Come 2 Me Beauty Live on Stage林峯演唱會》及《Light Up My LIVE林峯演唱會》，成為首位自藝員訓練班出身的無綫電視旗下藝人能夠在紅館舉行演唱會，亦是近年少有香港歌手能夠連續三年在紅館舉行演唱會。
2009年就發生HKRIA版權風波，使無綫電視與五大唱片公司的合作暫時停止。在2009及2010年度的十大勁歌金曲頒獎典禮中香港音像聯盟所屬唱片公司成員旗下歌手不能獲得任何獎項，事件持續至2011年11月才正式解決。
2013年，無綫為將星夢幫私有化，宣布成立星夢娛樂集團有限公司（The Voice Entertainment Group Limited）。以發掘及培養具音樂才華及歌唱潛質的藝人，成為樂壇新一代傑出歌手，開拓音樂事業，發展本地樂壇。業務包括發行音樂產品、舉辦音樂會以及為TVB代理唱片發行。

#### 應用程式
無綫電視推出不同智能手提電話應用程式，包括myTV SUPER、big big channel、Big Big fun、無綫新聞、TVB Anywhere、big big shop等。
- myTV SUPER：配備解碼器、App及網頁版，可以收看超過50條頻道及回看之前3小時的內容節目，而面对海外地区观赏港剧为TVB Anywhere。
- big big channel：一個集傳統電視、手機應用程式、社交平台於一身的多媒體，藝人、網絡紅人透過直播及拍攝影片上載至網上。
- Big Big fun：互動電視手機程式，結合智能手機和電視，在觀賞電視節目時可以用手機即時參與互動遊戲。[93]
- 無綫新聞：提供24小時即時香港、兩岸國際、財經、體育新聞、議會動態、天氣資訊和視像版天氣報告等，所有新聞片段設有粵語版本（部份片段可選擇國語版本）；24小時無綫新聞台直播頻道及突發或特別新聞直播頻道（如有）；可重溫無綫新聞製作的專題節目，包括《新聞檔案》、《時事通識》、《時事多面睇》等。[94]

### 電影
無綫電視的电影业务由与邵氏影城有限公司的合资公司的“Concept Legend Limited”以及由TVB全資附屬子公司「邵氏兄弟電影有限公司」（Shaw Brothers Pictures Limited）经营。
電影製作方面，2005年中，無綫電視、ASTRO SHAW與星美集團宣佈開拍電影《如果·愛》，這是繼無綫於1988年與邵氏合組大都會電影之後（1997年前由邵氏全資擁有）重新投資拍攝電影；該片獲得部份國際獎項，但最終錄得輕微虧蝕。邵氏其後在2009年再與無綫合作拍攝電影，並正式起用現有藝人和歌手資源，首批計劃包括《Laughing Gor之變節》、《72家租客》、《翡翠明珠》、《抱抱俏佳人》等。之後又有製作如《勁抽福祿壽》（國語片名為《無敵福祿壽》）等喜劇。
邵氏影业与無綫合资组建「Concept Legend Limited」，双方各持合资公司50%股权；2009年起，以双方共同出品为基础的电影均由该公司制作。2015年，TVB董事局主席陳國強發表「乙未農曆新歲賀辭」，宣佈正式成立「邵氏兄弟電影有限公司」，由TVB全資擁有，銳意發展本土電影，面向內地市場，全球發行。
2016年3月16日，無綫、华人文化产业投资基金和美國華納兄弟組成旗艦影業。旗艦影業資料顯示，無綫、华人文化产业投资基金合共持有51%股權，華納兄弟則持有49%股權，總部設在香港，於洛杉磯及北京設分支機構。
2018年1月，與邵氏兄弟及王晶的"星王朝"公布「三劍合璧」計劃，日後無綫、邵氏及星王朝將聯手於電視及電影投資方面連成一線，無綫更採取開放政策，廣開大門讓旗下合約藝人增加進軍電影圈的機會 。

### 境外業務
無綫電視在1976年，成立全資附屬公司電視廣播（國際）有限公司（TVBI Company Limited，英文簡稱TVBI），為世界各地提供電視節目製作、收費電視衛星頻道和影帶租賃等服務，是海外華人接觸香港資訊文化的重要渠道，亦將香港本土製作推展至亞洲各地。現時TVBI的業務，主要集中於北美洲、澳洲、歐洲、中國大陸、馬來西亞及新加坡等地，這些業務都為香港帶來數以億計的外匯流入，單計2007年，TVBI的毛利便超逾6億港元。
電視廣播於2017年投資1億美元，與荷里活製作人布莱恩·格雷泽（Brian Grazer）及朗·霍华德（Ron Howard）合資成立製作公司Imagine Tiger Television，以作為開發及製作一系列電視連續劇的投資平台，並以當地及國際市場為目標，同時亦強化香港無綫電視的英語節目片庫，為明珠台提供節目片源。

#### 中国内地
中華人民共和國政府對包括港台媒體在內的境外中文傳媒時常持壓制態度，雖然在珠江三角洲的居民能收看無綫電視節目，但無綫亦沒法實質進入中國內地市場。直至無綫開業12年後（即1979年1月28日），無綫電視首次涉足中國內地，將賀年節目《羊城賀歲萬家歡》移師到廣州製作，其後更直播省港盃足球賽足球賽事，自此無綫不時會到中國大陸製作節目。
不過，無綫電視初期未能以獨立機構形式，自行於內地開設頻道廣播。由1970年代至2004年初，廣東不少電視台一直接收無綫電視的翡翠台和明珠台，於廣告時段插播自己的廣告。大量中國內地電視台公開出售「插播套餐」。而遇上政治敏感的題材（如維權運動、六四事件、文化大革命等），更會被短時間換上其他內容（通常為香港政府廣告）。
1997年香港回歸後，逐漸允許香港傳媒進入內地，因此，無綫電視開始在內地發展業務。至2004年9月，無綫電視獲內地政府給予廣東省的落地權，無綫電視翡翠台和明珠台可合法地在廣東省9個城市共10個有線電視網絡播出，無綫電視並開始與大陸各電視台攤分插播之廣告收入。由於以往法規所限，無綫電視須透過中介人招收廣告，至2005年無綫透過CEPA申請經營廣告公司，終在2006年10月獲批，於廣東省廣州市開設港視多媒體廣告（廣州）有限公司及已於1991年合作，1995年正式成为指定中國內地联络处的广东盛天国际广告有限公司，不需再與內地公司合營。至於會否以獨資於其他省份成立廣告公司，無綫電視市場營業部總監梁健華表示，集團傾向以獨資經營，但將視乎不同地區情況而定。
現時無綫的中國地區業務由TVBI經營。2012年8月，無綫電視與華人文化產業投資基金會（CMC）和上海東方傳媒（集團）有限公司（SMG）組成合營公司「翡翠東方」（TVBC），全力展推無綫電視在中國地區的業務。2013年，無綫電視來自中國地區的總收益為港幣402百萬元，較2012年升43%。

## 公司變遷

### 總部
電視城的總部經歷多次變遷。
- 第一代：廣播道總台（1967年至1988年）

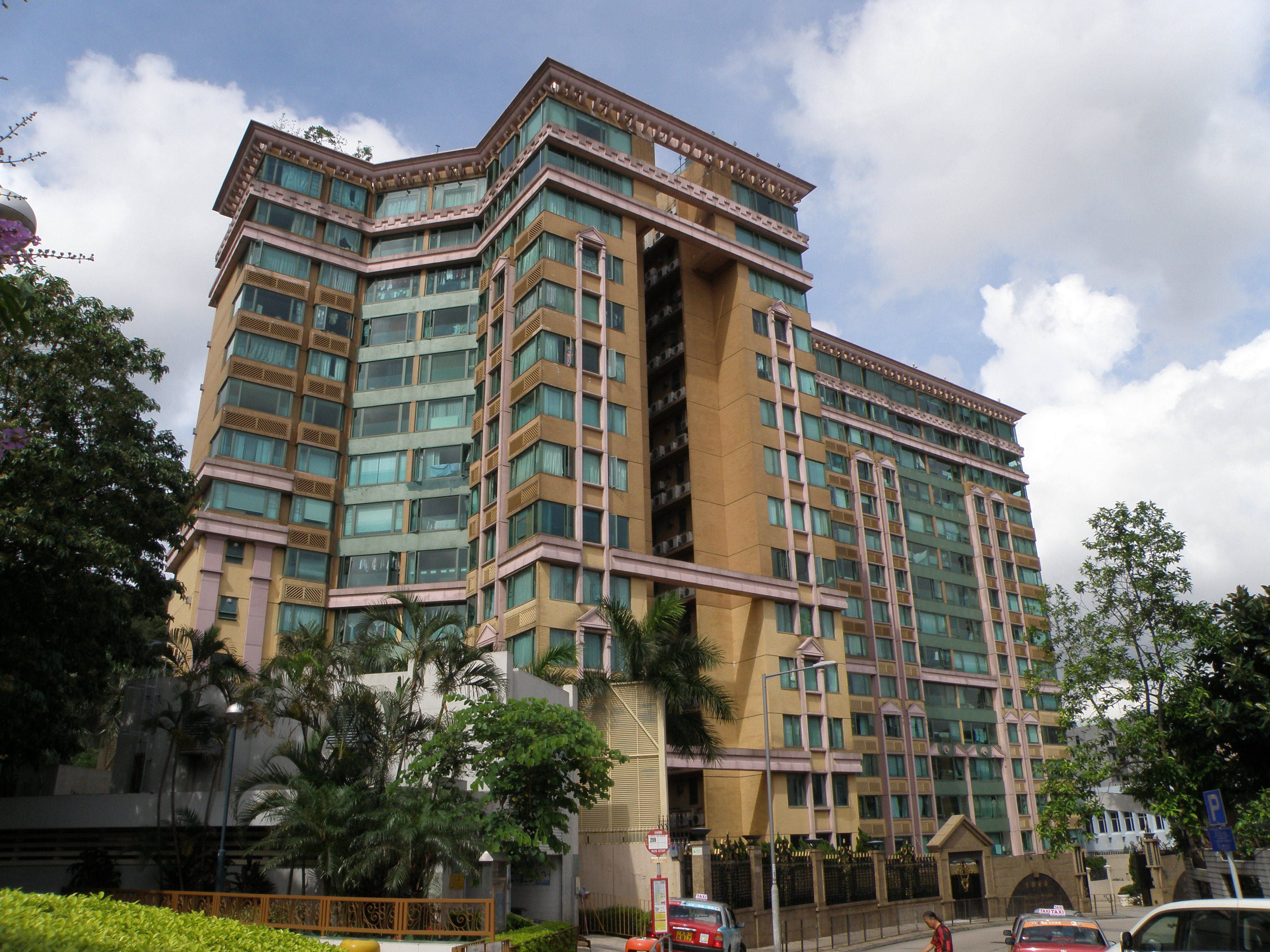
九龍塘廣播道住宅星輝豪庭所在的地皮，為前無綫總部之所在

1967年開台時，無綫電視總部位於九龍城區九龍塘廣播道77號，另在鑽石山堅成片場設有錄影廠拍攝節目。在1987年11月23日，鄰近的亞洲電視總部發生大火，大火摧毀亞視總部大部份設施，無綫電視遂暫借總部部份寫字樓作為緊急運作，直至亞視遷回原址重新運作止。
- 第二代：清水灣電視城（1988年至2003年9月21日）

1988年，無綫電視就租用電視企業和邵氏位於大埔仔的用地，建立清水灣電視城，並設16個錄影廠，總面積超過65000平方米，作為無綫電視製播和行政的總部。
1991年11月16日，電視城發生五級大火，除造成一名消防員輕傷外，整個道具倉亦付之一炬，其後需要在原址重建。
1993年5月，隨著無綫電視新聞部及公共事務部遷入清水灣，廣播道舊址正式騰空。
2003年9月20日，隨著無綫電視新聞部及公共事務部陸續遷入將軍澳，同日完成晚間新聞後，結束15年的清水灣舊址正式騰空。
- 第三代：將軍澳電視廣播城（2003年9月21日至現今）

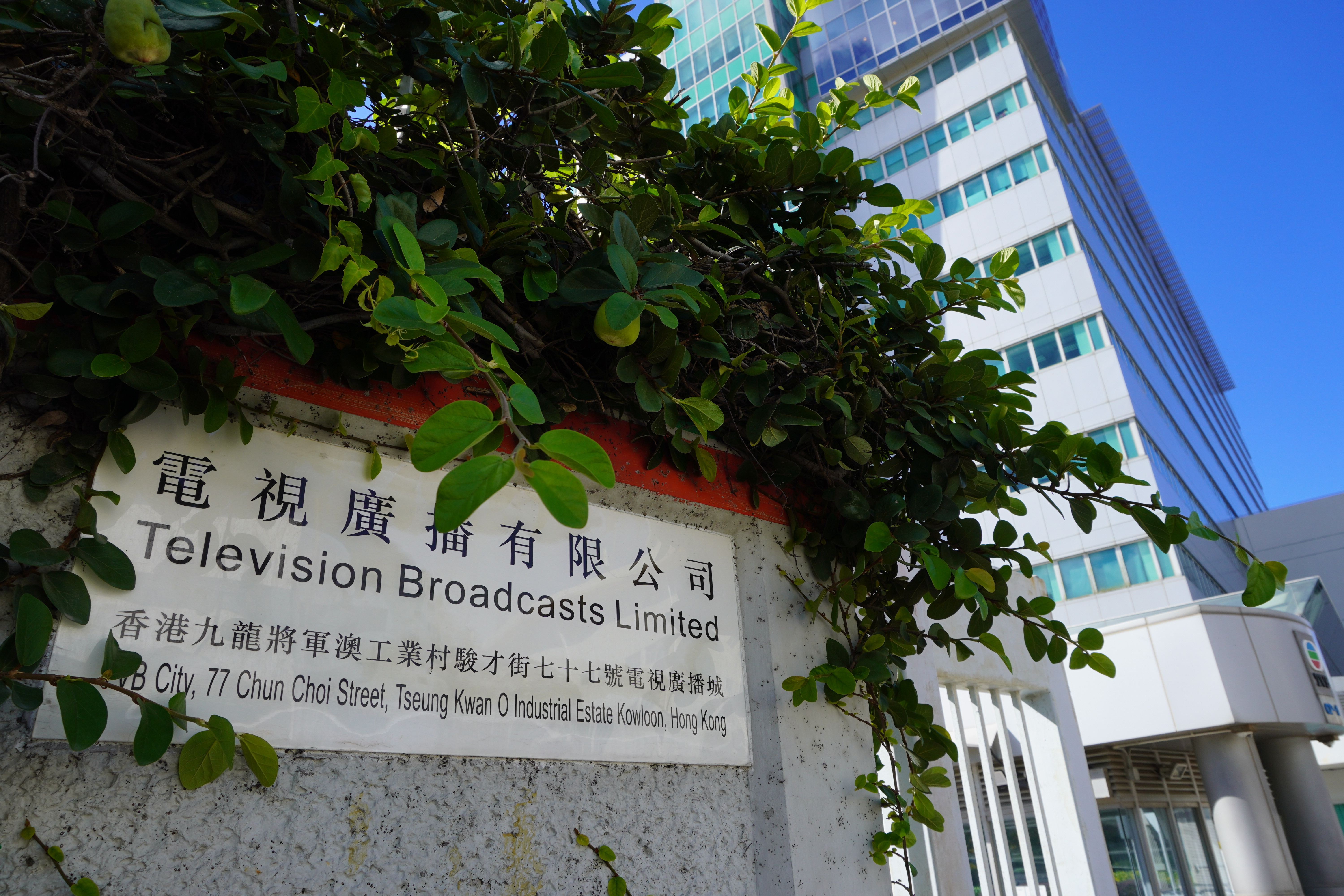
將軍澳無綫電視廣播城77號的駿才街位置

隨著租約到期，為取代原有的清水灣電視城設施，無綫電視於1998年開始籌劃興建新總部，1999年4月，落實由新界東清水灣電視城遷入新界將軍澳創新園，並於2000年3月8日，舉行動工儀式，至2003年10月12日正式開幕。新電視城的總面積大約11萬平方米，比清水灣的大約30%，而且新電視城的播映是全部數碼化。電視廣播城主要由6幢製作及行政大樓組成：11層的廣播大樓、綜藝錄影廠大樓、戲劇錄影廠大樓、新聞及停車場大樓、工廠大樓以及聯匯大樓。 此外，電視廣播城還有一個衛星地面站和佔地面積約12，500平方米的外景拍攝場地（主要為古裝街及民初街）。

### 標誌
無綫電視啟播時，公司標誌最初並沒有顏色，只是一個圈矩形內在加上一個圓形（代表電視機），圓形內並配以黑色 "香港" 兩字，圈矩形下方有黑色英文簡寫 "HK-TVB" 代表「香港電視廣播有限公司（HK-TVB Limited）」。時至1972年，無綫電視開始以全彩色廣播，標誌內亦添上電視的三原色（順序為：藍、綠、紅）橫線，以代表正式進入彩色電視年代，但保留 "香港" 這個字（於綠色一欄以白色字標示），以及標誌下方繼續 "HK-TVB" （以白色字標示）。
1988年，香港電視廣播有限公司 改組 及 改用新標誌，電視廣播有限公司（TVB）取代「香港電視集團」獨立上市，公司標誌不再使用 "香港" 及 "HK-TVB" 的字樣，轉以黑色字 "TVB"（標誌左方或下方展示） 的字樣沿用至今。

## 社會影響和劇集收視率

### 籌款節目
1968年，香港東華三院首次與無綫電視節目《歡樂今宵》合辦籌款義演，成為無綫第一個慈善節目。直至1972年，無綫為六一八雨災的災民舉辦義演節目，邀得全港明星、粵劇名伶表演，籌得900萬港元善款，打破了當年的賑災善款紀錄，更吸引了大批市民搶購彩色電視機。自此無綫的籌款節目，就成為各慈善機構的主要收入來源之一。
在2001年4月，無綫電視就獲得美國國家廣播協會（NAB）頒發國際廣播卓越大獎，表揚電視台製作各類慈善節目和積極參與公益活動，香港更是第一個獲獎的亞洲城市。
除了多個常規籌款節目，例如《歡樂滿東華》、《星光熠熠耀保良》等，無綫亦會支援海外慈善活動，播放公益紀錄片，為樂施會、奧比斯等國際志願機構籌款。
在2005年1月，無綫電視就與香港賽馬會舉辦《四海同心送關懷》慈善活動，為南亞海嘯災民籌得1.5億港元，就創出了當年新高。累計至2007年，無綫電視共為各慈善機構，籌得超過28億港元，在世界其他地區的商營電視台非常罕見。

### 電視劇的影響
無綫電視製作的剧集，影響著香港和華人社區。从1967年11月19日无线首部剧集《梦断情天》，至70至80年代的例如《射鵰英雄傳》、《上海灘》、《網中人》、《火鳳凰》、《親情》、《天師執位》、《流氓大亨》、《生命之旅》、《新紮師兄》、《義不容情》，1990年代的《大時代》、《壹号皇庭》、《笑看风云》、《天地豪情》、《創世紀／創世紀II天地有情》；直至近年的《男親女愛》、《寻秦记》、《金枝慾孽》、《戇夫成龍》、《女人唔易做》、《溏心风暴》系列、《巾帼枭雄》系列、《宫心计》、《富貴門》、《公主嫁到》、《大太监》、《城寨英雄》、《使徒行者》及《铁探》等等，都是社會上的焦點話題，例如《義不容情》曾引起「摺紙星」的潮流，而近年以航空業為題材的《衝上雲霄系列》亦吸引不少市民投考飛機師；又例如以警察作主題的電視劇系列《学警系列》，亦會刺激更多人投考警察；Laughing哥掀起的1997年五元硬幣炒賣潮，都引起人们的討論及热买热卖。
無綫電視亦影響著香港其他普及文化事業。1970年代後期，一批受歡迎的無綫電視製作人進軍影業，例如徐克、許鞍華等，推使香港進入新浪潮電影年代，而現今著名的導演、編導例如杜琪峰、王家衛、韋家輝、王晶等，很多都是無綫電視出身。明星、演員方面，如周潤發、周星馳、張曼玉、梁朝偉、劉德華、刘嘉玲等，以前是無綫電視的演藝人，離開無綫後成為了香港影視界的知名巨星。無綫電視亦培育了電視界的大哥大姐，如沈殿霞、汪明荃、鄭裕玲、曾志偉等。在1973年，無綫電視播出的劇集《煙雨濛濛》，由男主角鄭少秋演唱的同名主題曲，亦使其成為首次使用粵語作為主題曲的無綫電視劇集；之後在1974年，無綫電視劇集《啼笑姻緣》再次使用粵語主題曲，被視為香港粵語流行曲發展的里程碑。劇集的主題曲流行之餘，歌星亦得以在電視上曝光，令本土音樂得以發展，自1978年起，獲得白金銷量的本地唱片就超越了外國的音樂唱片。根據無線電視1995年《萬千星輝賀台慶》公佈的「十大全球最高收視電視劇」，《射鵰英雄傳 (1983年電視劇)》排名第三，截至當時的總收看人次達 356,163,000。
八十年代後期，韋家輝主理的時裝恩仇劇受到觀眾歡迎，例如1986年《流氓大亨》、1988年《誓不低頭》、1989年 《義不容情》、1989年《還我本色》等，為九十年代無綫主力劇集的方向奠定基礎。而周星馳離開兒童組後，《蓋世豪俠》扭轉了大眾對古裝武俠劇的刻版形象，開啟了無厘頭文化，《他來自江湖》奠定周星馳及吳孟達往後在電影圈合作拍攝無厘頭電影的根基。無綫於1985年發行的首部實況劇《綠咭何價》於1987年在日本播出，為首部打入日本市場的香港電視台作品。此劇亦是當時鮮有的美國取景之作。
但有評論認為，以往製作的情境喜劇，透過小人物的日常生活諷刺時弊，引起普羅觀眾的共鳴。如2000年由鄭裕玲及黃子華主演的喜劇《男親女愛》，以輕鬆方式描寫辦工室鮮為人知的一面，當年曾創下50點收視佳績。不過前無綫編審鮑偉聰表示當年寫《男親女愛》是為了諷刺無綫而撰寫。更形容公司是女權至上的機構。而近年反映普通民眾生活的電視劇「幾乎絕跡」，《金枝慾孽》、《溏心風暴》、《珠光宝气》等均著意描寫上流社會的勾心鬥角，輕視了日常生活中可以找到的樂趣和價值。

### 港劇佔據台灣市場
八零年代中期，香港無線電視台相關機構香港電視國際企業 (TVBI) 已佈署進入台灣，它與台灣的電視製作人邱復生的「年代」合作，提供無線電視台的香港劇出租服務。於是，港劇開始佔據台灣市場，從早期的 《楚留香》、《射鵰英雄傳》、《陸小鳳》等金庸小說改篇的電視劇，大受台灣民眾的歡迎，片中主角之一的鄭少秋成為千萬台灣影迷心目中的偶像，另一位主角劉松仁後來留在台灣，有很好的發展。緊接著是《上海灘》、以及稍後的 《新紮師兄》 等片集，如水銀瀉地般，流入家庭，令台灣觀眾耳目一新，如痴如醉，迷上了港劇。邱復生亦因「年代」賺得豐厚利潤，投資拍攝電影，其後與香港無線電視台合組 TVBS 電視台，成為台灣的傳媒大亨。

### 劇集收視率
“收視率”作為衡量一個電視節目是否成功的重要指標，它的高低能決定電視台的收入以及未來節目的製作方向，香港地區自1991年10月以來，改以設置個人收視紀錄系統來計算電視節目的平均收視。收視點是香港電視節目收視率的計算方式，以一個地區可觀看電視的人口作為100點基準。香港地區一個收視點代表64,820名觀眾，且會隨著每年人口的變動而做出相應的調整。
70-80年代電視劇收視率每集平均超過60點，例如射鵰英雄傳、上海灘、神雕俠侶、天師執位、網中人，薛仁貴征東，高於90年代至今所有劇集的平均收視。
自1991年香港電視界採用個人收視調查儀記錄收視以來，TVB劇集收視最高記錄為2000年7月7日《男親女愛》大結局、2005年5月1日韓劇《大長今》大結局、2008年9月21日《溏心風暴之家好月圓》大結局及2009年11月29日的《宮心計》大結局創下的50點。但按收視人數來計算，《男親女愛》（307萬）、《溏心風暴之家好月圓》（318萬）、《宮心計》（ 314.7萬）創造的50點收視仍不及《大長今》（335萬）但收視率並沒有80年代的高。
2022年7月底，宣布以TVB將會對電視收視公布方式將作調整，將重點聚焦於公布自己電視節目收視資料，以切合現時的收視數據公布環境。

## 無綫電視藝員
- 無綫電視藝員營運科：目的地是電視廣播有限公司個人藝員營運科調整，資源部製作之下的其中一個分科，幫助無綫電視提高業績。
- 其後，經理人合約藝員每月有固定的薪水，每年之後經常拖薪水，經理人公司為無綫電視，會被安排拍劇（然而；但年底藝員之後沒有拍劇）、主持節目和其他類型的工作，旗下經理人合約藝員被公司安排在外工作會被公司抽佣。
- 目前，經理人、基本藝人及部頭合約藝員就會沒有簽約無綫電視藝員時固定的薪金，會以一集的集數來計算方法。

## 爭議
在2010年代之前，香港只有無綫和亞視兩家免費電視台，後者收視長期低迷。這造就無綫電視多年來「一台獨大」，在長期缺乏競爭及資源壟斷下，形成俗稱「慣性收視」的情況。可是宣傳技巧亦被指多年來沿用同一模式，加上TVB節目和劇集由盛轉衰質素每況愈下，近年來愈來愈多觀眾批評，例如不少電視節目被揭抄襲外國節目，電視劇集有很多穿幫鏡頭等。
踏入2016年春季，服務香港多年的免費電視台亞洲電視正式結束營運，而新的免費電視台VIUTV和開電視於同年冒起，VIUTV更成為TVB的其中一個新對手，由於VIUTV部分中高層成員乃至導演和監製對節目和劇集的題材規管較TVB為寛鬆和多元化，並採用實况娛樂作主打，吸引不少年輕人和較開放的觀眾收看；部分電視劇，如《教束》因公開招募主要角色試鏡，內容提出大膽和破格的題材，引起更多人關注，並大受好評。其後的劇集《男排女將》亦成為不少人茶餘飯後的話題。
同一時間，2019年反修例運動對間VIUTV容許旗下藝人和平表達政見，而TVB就嚴厲禁止旗下藝人和平表達政見，結果同遭無綫一度雪藏或解除合約。而綜藝節目《開心大綜藝》被中大新聞與傳播學院講師梁麗娟指低俗笑話和喜劇難以吸引年輕人。
另外，其新聞報道在2000年代中後期起，被斥責偏袒中國共產黨、香港政府及親共派，引發不同爭議。當中以2014年的雨傘運動和2019年反修例運動期間最為嚴重。在2014年，无线新闻部更有80多人联署，声援新闻部记者发表不满管理层处理警方打人新闻手法的公开信，对报道警方使用武力清场的新闻，进行删查、改动文字说明，表示不满和遗憾。
另外，有市民向通訊事務管理局投訴，但最後被裁定理據不足或不成立。在2019年的投訴，無線更發聲明指有關投訴是非理性及惡意。

## 歷任董事局主要成員及管理層
| 姓名         | 時間                         | 備註                       |
| 董事局主席   | 董事局主席                   | 董事局主席                 |
| ------------ | ---------------------------- | -------------------------- |
| 利孝和       | 1967年11月19日—1980年6月27日 |                            |
| 邵逸夫       | 1980年6月28日—2009年12月31日 | 行政主席                   |
| 邵逸夫       | 2010年1月1日—2012年1月1日    | 非執行董事                 |
| 梁乃鵬       | 2012年1月2日—2014年12月31日  | 行政主席                   |
| 陳國強       | 2015年1月1日—2020年2月3日    | 非執行董事                 |
| 許濤         | 2020年4月29日—2023年3月9日   | 非執行董事                 |
| 許濤         | 2023年3月10日—               | 行政主席                   |
| 董事局副主席 |                              |                            |
| 祈德尊       | 1967年11月19日—1981年3月11日 |                            |
| 郭鶴年       | 1988年—1994年                |                            |
| 方逸華       | 2000年10月25日—2012年3月25日 | 行政主席（2010年1月1日起） |
| 梁乃鵬       | 2003年9月—2012年1月1日       | 副行政主席                 |
| 黎瑞剛       | 2016年10月17日—2020年4月29日 |                            |
| 李寶安       | 2020年4月29日—2021年5月27日  |                            |
| 董事總經理   |                              |                            |
| 余經緯       | 1969年2月—1976年12月11日     |                            |
| 費道宜       | 1995年—2006年5月31日         |                            |
| 方逸華       | 2006年5月31日—2008年12月31日 | 董事局副主席署理           |
| 方逸華       | 2009年1月1日—2012年3月25日   | 董事局副主席兼任           |
| 集團總經理   |                              |                            |
| 何定鈞       | 2002年—2005年                |                            |
| 李寶安       | 2009年9月15日—2014年12月31日 | 改任行政總裁               |
| 集團行政總裁 |                              |                            |
| 李寶安       | 2015年1月1日—2021年5月27日   |                            |

## 現任董事局及管理層
| 姓名                             | 備註                         |
| 行政主席                         | 行政主席                     |
| -------------------------------- | ---------------------------- |
| 許濤                             |                              |
| 董事局成員                       |                              |
| 曾勵珍                           | 執行董事                     |
| 黎瑞剛                           | 非執行董事                   |
| 利憲彬                           | 非執行董事                   |
| 盧永仁博士 ，JP                  | 獨立非執行董事               |
| 盛智文博士 ，大紫荊勳賢，GBS，JP | 獨立非執行董事               |
| 方和 ，BBS，JP                   | 獨立非執行董事               |
| 總經理                           |                              |
| 曾志偉                           | 節目內容營運                 |
| 蕭世和                           | 商務營運                     |
| 副總經理                         |                              |
| 陳樹鴻                           | 法律及國際業務暨署理公司秘書 |
| 助理總經理                       |                              |
| 曾勵珍                           | 戲劇製作                     |
| 樂易玲                           | 藝員管理及發展               |
| 袁志偉                           | 新聞及資訊                   |
| 謝偉光                           | 人力及製作資源               |
| 黃德慧                           | 企業傳訊                     |
| 財務總監                         |                              |
| 李福來                           | 企業發展主管暨署理財務總監   |

## 經營業績
| 年份 | 半年營業額 | 半年營業純利* | 全年營業額 | 全年營業純利* |
| ---- | ---------- | ------------- | ---------- | ------------- |
| 1998 | 14.94      | 1.8           | 33.5       | 4.03          |
| 1999 | 14.90      | 1.87          | 32.52      | 5.06          |
| 2000 | 15.20      | 2.21          | 34.9       | 7.74          |
| 2001 | 15.42      | 2.47          | 32.65      | 5.89          |
| 2002 | 13.86      | 1.62          | 31.62      | 5.9           |
| 2003 | 14.34      | 1.55          | 33.11      | 4.41          |
| 2004 | 16.96      | 2.17          | 38.17      | 7.19          |
| 2005 | 19.13      | 5.45          | 41.77      | 11.87         |
| 2006 | 18.87      | 4.7           | 42.01      | 11.88         |
| 2007 | 19.19      | 4.97          | 43.26      | 12.65         |
| 2008 | 20.73      | 5.03          | 44.07      | 10.55         |
| 2009 | 17.54      | 3.3           | 39.83      | 9             |
| 2010 | 21.09      | 5.84          | 46.75      | 13.3          |
| 2011 | 23.65      | 7.19          | 52.09      | 15.56         |
| 2012 | 24.51      | 8.5           | 54.48      | 17.32         |
| 2013 | 25.92      | 7.7           | 56.86      | 17.38         |
| 2014 | 22.89      | 7             | 49.12      | 14.1          |
| 2015 | 20.31      | 11.48         | 44.55      | 13.31         |
| 2016 | 19.64      | 3.02          | 42.1       | 5             |
| 2017 | 20.21      | 1.7           | 43.36      | 2.44          |
| 2018 | 22.31      | 2.01          | 44.77      | -1.99         |
| 2019 | 19.65      | 2.13          | 36.5       | -2.95         |
| 2020 | 12.26      | -2.93         | 27.2       | -2.81         |
| 2021 | 12.48      | -2.84         | 28.99      | -6.47         |
| 2022 | 18.20      | -2.24         | 35.86      | -8.3          |
| 2023 | 16.61      | -3.81         | 33.23      | -7.63         |

*為扣除稅項及少數股東權益後之淨溢利，即股東應佔溢利。

## 備註
1. ↑  「湯遜集團」（湯遜勳爵、和記洋行、邵氏兄弟公司、國家廣播公司、太古洋行、太平洋行）
2. ↑  即現時的無綫新聞台
3. ↑  曾被改播為J5、無綫財經台、無綫財經·資訊台再改播現時的財經體育資訊台
4. ↑  由於現時已有超過一半的自製節目為高清製作，只有一個高清頻道未能播映全部高清節目，故需要將數碼翡翠台、J2、互新聞台和數碼明珠台改以高清廣播作配合。
5. ↑  只適用於數碼廣播

## 外部連結
- （繁體中文）無綫電視 （页面存档备份，存于）
- 無綫電視官方YouTube Channel （页面存档备份，存于）
- 無綫電視官方Facebook專頁 （页面存档备份，存于）
- 無綫電視官方Instagram專頁 （页面存档备份，存于）
- 美國無綫電視官方網站- TVB Anywhere North America （页面存档备份，存于）
- 中港電視電影刊物資料庫 （页面存档备份，存于），包括整套 <香港電視> 雜誌全文，由香港浸會大學圖書館建立
- 香港網絡大典上的相关条目：電視廣播有限公司
- 香港電視大典上的相关条目：電視廣播有限公司
- 潘惠蓮. 回顧香港的無綫和彩色電視廣播誕生 （页面存档备份，存于）